# Flatwoods (Kentucky)
Flatwoods è una città degli Stati Uniti d'America, situata nello Stato del Kentucky e in particolare nella contea di Greenup.